# Педру Пойяреський
Пе́дру Пойя́реський (порт. Pedro de Poiares; ? — 1687) — португальський монах-францисканець, лексикограф, письменник, проповідник. Походив із Пойяреша, Понте-де-Ліма, Португалія. Прізвище невідоме. Автор «Португальського-латинського словника власних назв регіонів» (1667). На його честь назва вулиця в Понте-де-Лімі. Також — Педру з Пойяреша, Педру де Пойяреш.

## Праці
- Diccionario lusitanico-latino de nomes proprios de Regioens [Архівовано 13 листопада 2018 у Wayback Machine.], 1667;
- Tratado panegírico em louvor da vila de Barcelos [Архівовано 2 лютого 2019 у Wayback Machine.], 1678